# Норка-зверь

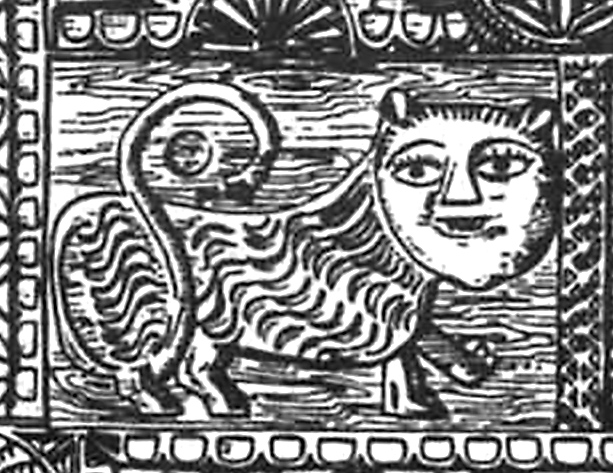
Норка-зверь по мнению Ф. Капицы

«Норка-зверь» — русская народная сказка из сборника А. Н. Афанасьева «Народные русские сказки». 
Записана в городе Погаре Черниговской губернии учителем Н. Матросовым. В тексте сохраняются особенности местного диалекта переходного от русского языка к белорусскому. Относится к сюжетному типу AT 301 «Три подземных царства». Вступительный эпизод соответствует сказке о жар-птице (AT 550) и Сивке-бурке (AT 530). Норка-зверь играет роль, которую в других вариантах исполняют змеи и старичок — подземный карлик.

## Сюжет
У царя с царицей было три сына: два разумных, а третий дурень. Однажды повадился огромный норка-зверь каждую ночь поедать животных из царского зверинца (вар.: золотые яблоки из царского сада). Три брата отправляются искать зверя, преодолевая многие опасности. Старшие братья обнаруживают при этом слабость духа и отстраняются от трудного подвига, но когда младший — Иван-дурак — смелостью преодолевает опасности, они замышляют завладеть добытым им богатством и хотят его убить. На обратном пути из подземного мира, когда он готов подняться на Русь по опущенному канату, братья обрезают канат и оставляют его в подземном мире. Поднялась буря, заблистала молния, загремел гром, и полился дождь. Когда Иван подошёл к дереву, чтобы укрыться под его ветвями от непогоды, то увидел на дереве в гнезде маленьких птенцов, которые вымокли от дождя. Дурень снял с себя одежду и накрыл птичек. Прилетела на дерево птица, такая огромная, что затмила собой дневной свет, и как увидала своих детей накрытыми — спросила: «Кто покрыл моих пташек? Это ты! Спасибо тебе: проси от меня, чего хочешь!» — и по просьбе бедняка выносит его на своих могучих крыльях на Русь. Проделки старших братьев раскрываются, и царь их наказывает. А затем играют свадьбы трёх братьев.